# Condado de Hart (Kentucky)
El condado de Hart (en inglés: Hart County), fundado en 1819, es uno de 120 condados del estado estadounidense de Kentucky. En el año 2000, el condado tenía una población de 17 445 habitantes y una densidad poblacional de dieciséis personas por km². La sede del condado es Munfordville.

## Geografía
Según la Oficina del Censo, el condado tiene un área total de 1083 km² (418,1 mi²), de la cual 1077 km² (415,8 mi²) es tierra y 5 km² (1,9 mi²) (0.47 %) es agua.

### Condados adyacentes
- Condado de Hardin (norte)
- Condado de LaRue (noreste)
- Condado de Green (este)
- Condado de Metcalfe (sureste)
- Condado de Barren (sur)
- Condado de Edmonson (suroeste)
- Condado de Grayson (noroeste)

## Demografía
Según la Oficina del Censo en 2000, los ingresos medios por hogar en el condado eran de $25 378, y los ingresos medios por familia eran $31 746. Los hombres tenían unos ingresos medios de $26 994 frente a los $19 418 para las mujeres. La renta per cápita para el condado era de $13 495. Alrededor del 22.40 % de la población estaban por debajo del umbral de pobreza.

## Localidades
- Bonnieville
- Hardyville
- Horse Cave
- Munfordville
- Rowletts
- Uno
- Canmer
- Monroe
- Cub Run
- Priceville
- Legrande

## Personalidades
- Clarence Glover, baloncestista;
- Simon Bolivar Buckner, militar confederado, gobernador de Kentucky;
- Simon Bolivar Buckner, Jr., militar, hijo del anterior, héroe de la batalla de Okinawa;
- Thelma Stovall, política;
- Thomas J. Wood, militar unionista.